# Kranz (Familienname)
Kranz ist ein deutscher Familienname.

## Namensträger
- Albert Kranz (1879–1953), deutscher Komponist
- Albert Kranz (1893–1967), deutscher Maler, Grafiker und Kunsthandwerker
- Albert Richard Kranz (1928–2022), deutscher Botaniker
- Alfons Kranz (1933–2019), deutscher Verlagsdirektor, Publizist und Politiker
- Barbara Kranz (* 1968), deutsche Filmproduzentin
- Daniela Kranz (* 1968), deutsche Theaterregisseurin
- Detlef Kranz (* 1952), deutscher Fußballspieler
- Dieter Kranz (1934–2011), deutscher Kritiker
- Elisabeth Kranz (1887–1972), deutsche Pädagogin und Schulleiterin
- Erich Kranz (1929–1999), deutscher Pfarrer
- Ernst Kranz (Regisseur) (1900–nach 1965), deutscher Regisseur, Basssänger
- Ernst Kranz (Politiker) (* 1950), deutscher Politiker (SPD), MdB
- Ernst-August Kranz (1919–2003), deutscher Politiker (SPD)
- Eva-Maria Kranz (* 1953), deutsche Badmintonspielerin, siehe Eva-Maria Zwiebler
- Fran Kranz (* 1981), US-amerikanischer Schauspieler
- Fritz Kranz (Politiker) (1888–1971), deutscher Politiker (SPD), MdA Berlin
- Fritz Kranz (Ingenieur) (1888–1959), deutscher Ingenieur
- Fritz Kranz (Intendant) (Friedrich Lambert Kranz; 1897–1984), deutscher Schauspieler, Regisseur und Intendant
- Gene Kranz (* 1933), US-amerikanischer Raumfahrtingenieur
- Georg Kranz (1934–2023), deutscher Filmarchitekt und Szenenbildner
- George Kranz (* 1956), deutscher Musiker
- Gisbert Kranz (1921–2009), deutscher Schriftsteller und Theologe
- Gottlob Kranz (1660–1733), deutscher Historiker und Pädagoge
- Gunilla Marxer-Kranz (* 1972), liechtensteinische Politikerin (VU)
- Günther Kranz (* 1958), liechtensteinischer Politiker
- Heidi Kranz (* 1947), deutsche Regisseurin
- Heinrich Kranz (Mediziner) (1901–1979), deutscher Psychiater und Neurologe
- Heinrich Kranz (Unternehmer) (* 1960/1961), deutscher Unternehmer
- Heinrich Wilhelm Kranz (1897–1945), deutscher Augenarzt, Hochschullehrer und „Rassenhygieniker“
- Herbert Kranz (1891–1973), deutscher Schriftsteller
- Jakob Kranz (Prediger) (um 1740–1804), hebräischer Prediger
- Jakob Kranz (Moderator) (* 1974), deutscher Musikredakteur und Hörfunkmoderator
- Janina Kranz (* 1999), deutsche Schauspielerin
- Johann Kranz (Autor) (* 1937), deutscher Autor
- Johann Kranz (* 1980), deutscher Wirtschaftswissenschaftler
- Johann Friedrich Kranz (1752–1810), deutscher Geiger und Komponist
- Josef Kranz (Industrieller) (1862–1934), österreichischer Industrieller, Bankier und Kunstsammler
- Josef Kranz (Architekt) (1901–1968), tschechischer Architekt
- Jürgen Kranz (1925–2014), deutscher Phytopathologe und Entomologe
- Kai-Uwe Kranz (* 1979), deutscher Basketballspieler
- Kevin Kranz (* 1998), deutscher Leichtathlet
- Kurt Kranz (1910–1997), deutscher Maler, Grafiker und Hochschullehrer
- Liam Kranz (* 2003), liechtensteinischer Fußballspieler
- Ludwig Kranz (1829–1913), österreichischer Unternehmer
- Mario Kranz (1907–1990), österreichischer Schauspieler
- Markus Kranz (* 1969), deutscher Fußballspieler
- Martha von Kranz (1867–1939), deutsche Kunstgewerblerin, erste Buchbindemeisterin Bayerns
- Michael Kranz (* 1983), deutscher Schauspieler
- Michael Kranz (Tonmeister), deutscher Tonmeister
- Moritz Kranz (1861–1932), österreichischer Generalmajor
- Oliver Kranz (* 1965), deutscher Komponist
- Oswald Kranz (* 1953), liechtensteinischer Politiker (VU)
- Otmar Kranz (1916–1976), deutscher Benediktiner, Abt von Schäftlarn
- Otto Kranz (Otto M. Kranz; * 1948), deutscher Pharmazeut und Herausgeber
- Paul Kranz (Missionar) (1866–1920), deutscher evangelischer Missionar in Shanghai und Schriftsteller
- Paul Kranz (Architekt) (1876–1930), deutscher Architekt und Chemnitzer Hochschullehrer
- Paul Kranz (Politiker) (1892–nach 1932), deutscher Politiker (SPD)
- Paul Kranz (Eishockeyspieler) (* 2001), deutscher Eishockeyspieler
- Peter Kranz (* 1941), deutscher Klassischer Archäologe
- Peter-Paul Kranz (1884–1957), deutscher Zahnmediziner und Hochschullehrer
- Reinhard Otto Kranz (* 1948), deutscher Ingenieur, Objektkünstler und Designer
- Richard Kranz (1864–1922), deutsch-schlesischer Lyriker, Schriftsteller und Pädagoge
- Rudolf Kranz (1895–1955), deutscher Homöopath
- Uwe Kranz (* 1946), deutscher Kriminalbeamter
- Walter Kranz (1873–1953), deutscher Geologe
- Walther Kranz (1884–1960), deutscher Philosoph und Philologe
- Werner Kranz (* 1965), liechtensteinischer Politiker
- Wilhelm Kranz (1853–1930), deutscher Maler und Illustrator
- Yvonne Kranz (* 1984), deutsche Gewichtheberin